# PYG
PYG（ピッグ）は、1970年代初頭に、グループ・サウンズの「ザ・タイガース」「ザ・テンプターズ」「ザ・スパイダース」のメンバーが集結した、日本のスーパーグループ。沢田研二、萩原健一のツインボーカルを擁したロックサウンドを特徴としていたが、メンバーのソロ活動、俳優活動などが重なり、自然消滅となった。
グループ名は「豚のように蔑まれても生きてゆく」に由来する。渡辺プロダクション所属だったアラン・メリルのアイディアによって、本来のpigを「PYG」として命名した。

## 歴代メンバー
- 沢田研二（さわだ けんじ、1948年6月25日 - ）：ボーカル（元ザ・タイガース）
- 萩原健一（はぎわら けんいち、1950年7月26日 - 2019年3月26日）：ボーカル（元ザ・テンプターズ）
- 井上堯之（いのうえ たかゆき、1941年3月5日 - 2018年5月2日）：ギター（元ザ・スパイダース）
- 大野克夫（おおの かつお、1939年9月12日 - ）：オルガン（元ザ・スパイダース）
- 岸部修三（きしべ おさみ、現岸部一徳、1947年1月9日 - ）：ベース（元ザ・タイガース）
- 大口広司（おおぐち ひろし、1950年11月28日 - 2009年1月25日）：ドラムス（ - 1971年9月）（元ザ・テンプターズ）
- 原田裕臣（はらだ ゆうじん、1944年2月14日 - ）：ドラムス（1971年9月 - ）（元ミッキーカーチス&サムライ）

## 来歴
1970年12月、グループ・サウンズブームの時期（1966年 - 1969年）に最高の人気を誇っていたザ・タイガースの解散が発表された。続いて、ザ・タイガースと人気を二分したザ・テンプターズの解散公演が東京・大手町のサンケイ・ビル内の小ホールで行われた。また、ブームの火付け役ともいえるザ・スパイダースも同月、解散を発表した。
1971年1月11日、東京・四谷の料亭に、元ザ・テンプターズの萩原健一と大口広司、元ザ・スパイダースの大野克夫と井上堯之、ザ・タイガースの岸部修三（岸部一徳）と沢田研二が集結。沢田を除く5人は1970年末から、その頃すでに台頭していたニュー・ロック（日本ではアート・ロックやサイケデリック・ロックに影響を受けたロックをまとめて「ニュー・ロック」と呼んでいた）のバンドを結成する計画を話し合っていた。
一方、1969年の秋頃から、ザ・タイガースが所属していた渡辺プロダクションは、沢田を将来的にソロシンガー、タレントとして活動させることを目論んでいた。バンド内で、あからさまに沢田を優遇し、他のメンバーを“バックバンド”として冷遇したが、沢田はソロシンガーになることを頑なに拒否し、ザ・タイガースの解散にも最後まで反対した。沢田はあくまでバンドとしての活動に執着したが、この姿勢は後々まで専属バンドと共に活動するという沢田のポリシーになっていく。
そんな沢田を岸部が前述の「ニュー・ロックバンド構想」に誘う。沢田も「サリー（岸部）がいてくれるなら」と加入を決意。渡辺プロダクションも、沢田をプロダクションに残すことが最重要事項だったため、新バンドを渡辺プロダクションに所属させるという条件でこれを認め、新バンドやメンバーのマネージメントを行う子会社「渡辺企画」を設立する。
1971年1月24日、日本武道館でザ・タイガースは解散コンサートを行い、グループ・サウンズの歴史も幕を下ろした。各々のグループを解消した6人はリハーサルを開始。バンド名を「PYG」として2月1日にデビューし、井上をリーダーに据え、本格的なロックバンドを目指した。
1971年3月に京都大学西部講堂で行われたロック・フェスティバル「第1回 MOJO WEST」でのデビュー・ステージ・アクトでは、聴衆から猛烈な罵声を浴び会場は大混乱（内田裕也が聴衆を説得し収拾した）。4月に日比谷野外音楽堂で開催された 日比谷ロック・フェスティバルでも、「帰れ」コールを浴びせられ、ステージに物が投げられるなどの騒ぎとなる。このような、まさに暗中模索ともいえる船出の中、4月10日にファーストシングル「花・太陽・雨」（作詞：岸部修三、作曲：井上堯之）、8月10日にファーストアルバム『PYG!』を発売し、アルバムはオリコンアルバムチャートで10位となった。
1971年9月、ドラムスが大口からミッキーカーチス&サムライのメンバーだった原田祐臣へ交替。萩原も活動の場をテレビや映画に移すようになり、ザ・テンプターズ時代からのファンは徐々に姿を消し始め、1972年には客席のほとんどが沢田のファンで占められるようになった。
1971年11月1日、萩原健一＋PYGの名義でサードシングル「もどらない日々」（作詞：岸部修三、作曲：井上堯之、ファーストアルバムからのシングルカット）を発売。同じ日に沢田も初めてのソロシングル「君をのせて」を発売。12月にはセカンドアルバム『JULIE II IN LONDON』を発売する。
1972年、萩原が「事実上」主演したテレビドラマ『太陽にほえろ!』（萩原の出演は翌年まで）がヒットし、萩原の俳優としての評価が徐々に高まると、萩原が参加できる時はPYGとして、参加できない時には沢田研二と井上堯之バンド（または井上堯之グループ）として活動するようになる。井上堯之バンドの代表曲と言えるほど有名になった「太陽にほえろ!メインテーマ」や同ドラマのサウンドトラックも、レコーディング時はPYGとしてレコーディングされ、マスターテープのラベルやトラックシートにはPYGと明記されている。
沢田はセカンドシングル「許されない愛」がヒットし、第14回日本レコード大賞の歌唱賞、第5回日本有線大賞の優秀賞を受賞する。PYGの存在感は希薄になっていき、結局、1972年11月21日に発売したラストシングル「初めての涙」（作詞：大橋一枝、作曲：大野克夫）を最後に、PYGは自然消滅の形で終焉を迎えた。

## 自然消滅後
沢田は本格的にソロシンガーへ転向、萩原はシングル「ブルージンの子守唄」をリリースし、俳優活動も本格化させ、残りのメンバーはそのまま井上堯之バンドへ移行する。
しかし、これは「初めての涙」以降、一度もPYGの名義でレコードが発売されていないことに加え、1972年夏の「日劇ウエスタン・カーニバル」以降、PYGとしての活動がない（1972年12月の「日劇ウエスタン・カーニバル」には「沢田研二と井上堯之グループ」として出演）という状況が生んだ結果であり、正式に解散が発表されたわけではない。1975年頃までは、PYGのオリジナルやレパートリーを積極的にライヴで取り上げたり、雑誌のインタビュー記事などで、沢田が井上堯之バンドのことを「PYGの仲間」と表現し「1人の歌手として、またPYGの一員として…」などと自分の抱負を語っていたことから、1973年以降も、しばらくは彼らの帰属意識もPYGにあったと見られる。オリジナルメンバーの岸部が脱退し俳優に転向する頃までは、萩原が参加できればPYGとしての活動も続行する心積りがあったようである。
事実、1974年5月27日に放送された夜のヒットスタジオには久々に沢田と萩原という同バンドのツインボーカルを揃えた企画が組まれ、出だしは「沢田研二と井上堯之バンド」として登場したものの、途中で萩原が加わった時点でテロップが「PYG」に変わり、ラストシングルとなった「初めての涙」などを演奏した。
PYGとしての再結成はされていないが、沢田と萩原は、それぞれのソロライヴで何度もPYGの楽曲を取り上げている。
1975年には日比谷野外音楽堂で行われていた沢田のライヴに萩原が飛び入りで出演した。1978年には名古屋で行われていた萩原のライヴに沢田が飛び入りで出演し、翌日、ナゴヤ球場で行われていた沢田のライヴに萩原が飛び入りで参加し、共にPYGのセカンドシングル「自由に歩いて愛して」（作詞：安井かずみ、作曲：井上堯之）を歌って共演が実現している。
1977年に沢田が「勝手にしやがれ」（作詞：阿久悠、作曲：大野克夫）で第19回日本レコード大賞の大賞を受賞した際の授賞式には、萩原と岸部が、ザ・タイガースの元メンバーたちと共にステージに上がり沢田を胴上げし、バックバンドを担当した井上堯之バンドの井上と大野を加えたPYGのメンバーの中で5人が揃って同じステージに上がった。
1981年1月22日から1月25日に日本劇場で行われた「サヨナラ日劇ウエスタン・カーニバル 〜 俺たちは走り続けている!」では、グループ・サウンズ全盛期の代表的バンドが再結成し往年の楽曲を披露した。ザ・スパイダースとして大野と井上、ザ・タイガースとして岸部と沢田が参加、ザ・テンプターズは再結成せず萩原が自身のバンド「Don juan Rock'N'Roll Band」（ドラムスは大口と原田）を率いてトリで出演した。フィナーレでは他の出演者たちも加わり全員で萩原の「ローリング・オン・ザ・ロード」（作曲：大野克夫、競作：内田裕也）を歌った。ステージ中央に沢田、萩原、大野、井上が並び、岸部、大口、原田もステージ上にいたことから、PYGの元メンバー全員が揃った。
「ジュリー（沢田）とショーケン（萩原）の2大アイドルスターによるツインボーカル」というコンセプトは大きな話題となり、それなりにライヴも盛り上がったものの、客席では、それぞれのファンの間で熾烈な争いが繰り広げられた。沢田が歌っている時に、萩原のファンがタンバリンなどを叩いて妨害したり（2枚組のライヴアルバム『FREE with PYG』の「アイ・ゴナ・リーヴ・ユー」で沢田が萩原のファンに対して「タンバリンやめて！」と呼びかける模様が収録されている）、萩原が歌っている時に、沢田のファンが大声でおしゃべりをするなど、嫌がらせの応酬が繰り広げられることも多々あった。岸部によると、お互いのファンのライバル意識がネックになってライヴの客足も悪かったことがあったという。
また、さまざまなロックフェスティバルにも出演するが、当時の硬派なロックファンには“ロック＝反体制の音楽”という図式があり、芸能業界最大手（当時）である渡辺プロダクション所属のPYGは、体制的商業主義と見なされて受け入れられず、その嫌悪感から猛烈な非難を浴び「GSの残党」「商業主義」と徹底的に嫌われ、空き缶やトマトが投げつけられることがあった。しかし、PYGには大野、井上、岸部といったGS時代から演奏力に定評のあるメンバーがいたことから、ミュージシャンの間では一目置かれており、後年においても、いくつかのオリジナル楽曲は再評価されている。
彼らのライヴは2-3部構成であったり、合間にゲスト演奏やトークコーナーが挟まったり、当日のセットリスト（アンコールを含む）がパンフレットにあらかじめ記載されているなど、それまでの歌謡曲の「リサイタル」形式を踏襲したステージ構成が当たり前のように行われることが多かった。PYGのライヴは、老舗の渡辺プロダクションが取り仕切っていたため、とりわけその傾向が強く、合間に「ジュリー・コーナー」「ショーケン・コーナー」が設けられ、それぞれが持ち歌を続けて披露する場面があった。そのため、萩原の参加が難しくなり「沢田研二と井上堯之バンド」での活動が多くなっても、それほど違和感が無く受け入れられていった経緯もあるが、この事がPYGのロックバンドとしての過小評価に結びついている側面もある。
ライヴでは「ブラック・ナイト」や「ギミー・シェルター」など、ディープ・パープル、フリー、ローリング・ストーンズの曲を好んで演奏していた（2枚組のライヴアルバム『FREE with PYG』で聴くことができる）。また、キング・クリムゾンの「エピタフ」など、プログレ（大野の志向）のレパートリーや、ハードロックのブラック・サバス『パラノイド』（岸部の志向）などもレパートリーとしていた。

## ディスコグラフィ
アルバムに関してはユニバーサルミュージックジャパンによるPYGの紹介ページを参照。

### シングル
| 発売日               | 面                   | タイトル               | 規格                 | 規格品番             |
| ポリドール・レコード | ポリドール・レコード | ポリドール・レコード   | ポリドール・レコード | ポリドール・レコード |
| -------------------- | -------------------- | ---------------------- | -------------------- | -------------------- |
| 1971年4月10日        | A                    | 花・太陽・雨           | EP                   | DR-1610              |
| 1971年4月10日        | B                    | やすらぎを求めて       | EP                   | DR-1610              |
| 1971年7月21日        | A                    | 自由に歩いて愛して     | EP                   | DR-1633              |
| 1971年7月21日        | B                    | 淋しさをわかりかけた時 | EP                   | DR-1633              |
| 1971年11月1日        | A                    | もどらない日々         | EP                   | DR-1649              |
| 1971年11月1日        | B                    | 何もない部屋           | EP                   | DR-1649              |
| 1972年8月21日        | A                    | 遠いふるさとへ         | EP                   | DR-1711              |
| 1972年8月21日        | B                    | おもいでの恋           | EP                   | DR-1711              |
| 1972年11月21日       | A                    | 初めての涙             | EP                   | DR-1731              |
| 1972年11月21日       | B                    | お前と俺               | EP                   | DR-1731              |

### アルバム
| 発売日         | タイトル | レーベル                   | 規格   | 規格品番    |
| -------------- | --- | -------------------------- | ------ | ----------- |
| 1971年8月10日  | PYG! A面 1. A Road Named No Return = 戻れない道 2:52 2. For Our Bright Future = 明日の旅 4:22 3. The Days Already Past = もどらない日々 3:16 4. Sunday Driver 1:38 5. No Longer On The Earth = やすらぎを求めて 9:55 B面 1. Flower, Sun, Rain = 花・太陽・雨 5:08 2. Nothing Free = 何もない部屋 5:12 3. Dark Afternoon = 白い昼下り 2:48 4. Jeff (Sir, Loreal Julie Of Peacock Hill) 1:43 5. Love Of Peace And Hope 3:10 6. To Pray = 祈る 4:55                                              | ポリドール・レコード       | LP     | MR-5007     |
| 1980年         | PYG! A面 1. A Road Named No Return = 戻れない道 2:52 2. For Our Bright Future = 明日の旅 4:22 3. The Days Already Past = もどらない日々 3:16 4. Sunday Driver 1:38 5. No Longer On The Earth = やすらぎを求めて 9:55 B面 1. Flower, Sun, Rain = 花・太陽・雨 5:08 2. Nothing Free = 何もない部屋 5:12 3. Dark Afternoon = 白い昼下り 2:48 4. Jeff (Sir, Loreal Julie Of Peacock Hill) 1:43 5. Love Of Peace And Hope 3:10 6. To Pray = 祈る 4:55                                              | ポリドール・レコード       | LP     | MR 3221     |
| 1989年6月25日  | PYG! A面 1. A Road Named No Return = 戻れない道 2:52 2. For Our Bright Future = 明日の旅 4:22 3. The Days Already Past = もどらない日々 3:16 4. Sunday Driver 1:38 5. No Longer On The Earth = やすらぎを求めて 9:55 B面 1. Flower, Sun, Rain = 花・太陽・雨 5:08 2. Nothing Free = 何もない部屋 5:12 3. Dark Afternoon = 白い昼下り 2:48 4. Jeff (Sir, Loreal Julie Of Peacock Hill) 1:43 5. Love Of Peace And Hope 3:10 6. To Pray = 祈る 4:55                                              | ポリドール・レコード       | CD     | POCH-1352   |
| 1994年6月1日   | PYG! A面 1. A Road Named No Return = 戻れない道 2:52 2. For Our Bright Future = 明日の旅 4:22 3. The Days Already Past = もどらない日々 3:16 4. Sunday Driver 1:38 5. No Longer On The Earth = やすらぎを求めて 9:55 B面 1. Flower, Sun, Rain = 花・太陽・雨 5:08 2. Nothing Free = 何もない部屋 5:12 3. Dark Afternoon = 白い昼下り 2:48 4. Jeff (Sir, Loreal Julie Of Peacock Hill) 1:43 5. Love Of Peace And Hope 3:10 6. To Pray = 祈る 4:55                                              | ポリドール・レコード       | CD     | H00P 20334  |
| 2000年5月31日  | PYG! A面 1. A Road Named No Return = 戻れない道 2:52 2. For Our Bright Future = 明日の旅 4:22 3. The Days Already Past = もどらない日々 3:16 4. Sunday Driver 1:38 5. No Longer On The Earth = やすらぎを求めて 9:55 B面 1. Flower, Sun, Rain = 花・太陽・雨 5:08 2. Nothing Free = 何もない部屋 5:12 3. Dark Afternoon = 白い昼下り 2:48 4. Jeff (Sir, Loreal Julie Of Peacock Hill) 1:43 5. Love Of Peace And Hope 3:10 6. To Pray = 祈る 4:55                                              | ポリドール・レコード       | CD     | POCH9029    |
| 2007年3月9日   | PYG! A面 1. A Road Named No Return = 戻れない道 2:52 2. For Our Bright Future = 明日の旅 4:22 3. The Days Already Past = もどらない日々 3:16 4. Sunday Driver 1:38 5. No Longer On The Earth = やすらぎを求めて 9:55 B面 1. Flower, Sun, Rain = 花・太陽・雨 5:08 2. Nothing Free = 何もない部屋 5:12 3. Dark Afternoon = 白い昼下り 2:48 4. Jeff (Sir, Loreal Julie Of Peacock Hill) 1:43 5. Love Of Peace And Hope 3:10 6. To Pray = 祈る 4:55                                              | ポリドール・レコード       | CD     | PROA-81     |
| 2013年10月9日  | PYG! A面 1. A Road Named No Return = 戻れない道 2:52 2. For Our Bright Future = 明日の旅 4:22 3. The Days Already Past = もどらない日々 3:16 4. Sunday Driver 1:38 5. No Longer On The Earth = やすらぎを求めて 9:55 B面 1. Flower, Sun, Rain = 花・太陽・雨 5:08 2. Nothing Free = 何もない部屋 5:12 3. Dark Afternoon = 白い昼下り 2:48 4. Jeff (Sir, Loreal Julie Of Peacock Hill) 1:43 5. Love Of Peace And Hope 3:10 6. To Pray = 祈る 4:55                                              | ユニバーサル・ミュージック | SHM-CD | UPCY6759    |
| 2019年7月24日  | PYG! A面 1. A Road Named No Return = 戻れない道 2:52 2. For Our Bright Future = 明日の旅 4:22 3. The Days Already Past = もどらない日々 3:16 4. Sunday Driver 1:38 5. No Longer On The Earth = やすらぎを求めて 9:55 B面 1. Flower, Sun, Rain = 花・太陽・雨 5:08 2. Nothing Free = 何もない部屋 5:12 3. Dark Afternoon = 白い昼下り 2:48 4. Jeff (Sir, Loreal Julie Of Peacock Hill) 1:43 5. Love Of Peace And Hope 3:10 6. To Pray = 祈る 4:55                                              | ユニバーサル・ミュージック | SHM-CD | UPCY7596    |
| 1971年11月10日 | FREE with PYG ※ 1971年8月16日に田園コロシアムで開催されたライヴを2枚組で発表。 A面 1. Black Night 2. Walking My Shadow 3. Every Mother's Son 4. Country Comfort 5. Bitch B面 1. Speed King 2. Cowboy 3. Love In Vain 4. To Love Somebody 5. Travelin'g In The Dark C面 1. The Day I Knew A Love 2. A Road Named No Return 3. Nothing Free 4. Sympathy For The Devil 5. I Put A Spell On You D面 1. Now The Time For Love 2. I Want To Take You Higher 3. Babe, I'm Gonna Leave You 4. To Pray | ポリドール・レコード       | LP     | MR-9096/97  |
| 1994年6月1日   | FREE with PYG ※ 1971年8月16日に田園コロシアムで開催されたライヴを2枚組で発表。 A面 1. Black Night 2. Walking My Shadow 3. Every Mother's Son 4. Country Comfort 5. Bitch B面 1. Speed King 2. Cowboy 3. Love In Vain 4. To Love Somebody 5. Travelin'g In The Dark C面 1. The Day I Knew A Love 2. A Road Named No Return 3. Nothing Free 4. Sympathy For The Devil 5. I Put A Spell On You D面 1. Now The Time For Love 2. I Want To Take You Higher 3. Babe, I'm Gonna Leave You 4. To Pray | ポリドール・レコード       | CD     | POCH-1353   |
| 2007年6月8日   | FREE with PYG ※ 1971年8月16日に田園コロシアムで開催されたライヴを2枚組で発表。 A面 1. Black Night 2. Walking My Shadow 3. Every Mother's Son 4. Country Comfort 5. Bitch B面 1. Speed King 2. Cowboy 3. Love In Vain 4. To Love Somebody 5. Travelin'g In The Dark C面 1. The Day I Knew A Love 2. A Road Named No Return 3. Nothing Free 4. Sympathy For The Devil 5. I Put A Spell On You D面 1. Now The Time For Love 2. I Want To Take You Higher 3. Babe, I'm Gonna Leave You 4. To Pray | ユニバーサル・ミュージック | CD     | PROA-105    |
| 2019年7月24日  | FREE with PYG ※ 1971年8月16日に田園コロシアムで開催されたライヴを2枚組で発表。 A面 1. Black Night 2. Walking My Shadow 3. Every Mother's Son 4. Country Comfort 5. Bitch B面 1. Speed King 2. Cowboy 3. Love In Vain 4. To Love Somebody 5. Travelin'g In The Dark C面 1. The Day I Knew A Love 2. A Road Named No Return 3. Nothing Free 4. Sympathy For The Devil 5. I Put A Spell On You D面 1. Now The Time For Love 2. I Want To Take You Higher 3. Babe, I'm Gonna Leave You 4. To Pray | ユニバーサル・ミュージック | SHM-CD | UPCY-7597/8 |
| 1998年12月16日 | ヒット・コレクション 1. 花・太陽・雨 2. やすらぎを求めて 3. 自由に歩いて愛して 4. 淋しさをわかりかけた時 5. もどらない日々 6. 何もない部屋 7. 遠いふるさとへ 8. 初めての涙 9. お前と俺 10. 戻れない道 11. 明日の旅 12. サンデー・ドライバー 13. 白い昼下がり 14. ジェフ（サァー・ロレアル・ジュリー・ピーコック・ヒル） 15. ラブ・オブ・ピース・アンド・ホープ 16. 祈る 17. 花・太陽・雨 (Album ver.)                                                                                         | WEA Japan                  | CD     | WPC7-8586   |
| 2004年2月25日  | GOLDEN☆BEST 1. 花・太陽・雨 (Single ver.) 2. やすらぎを求めて (Single ver.) 3. 自由に歩いて愛して 4. 淋しさをわかりかけた時 5. もどらない日々 6. 何もない部屋 7. 遠いふるさとへ 8. おもいでの恋 9. 初めての涙 10. お前と俺 11. 花・太陽・雨 (Album ver.) 12. やすらぎを求めて (Album ver.) 13. ラヴ・オブ・ピース・アンド・ホープ 14. 淋しさをわかりかけた時 (Live ver.) 15. 戻れない道 (Live ver.) 16. 何もない部屋 (Live ver.) 17. 自由に歩いて愛して (Live ver.) 18. 祈る (Live ver.)      | ユニバーサル・ミュージック | CD     | UICZ-6050   |
| 2012年12月5日  | GOLDEN☆BEST 1. 花・太陽・雨 (Single ver.) 2. やすらぎを求めて (Single ver.) 3. 自由に歩いて愛して 4. 淋しさをわかりかけた時 5. もどらない日々 6. 何もない部屋 7. 遠いふるさとへ 8. おもいでの恋 9. 初めての涙 10. お前と俺 11. 花・太陽・雨 (Album ver.) 12. やすらぎを求めて (Album ver.) 13. ラヴ・オブ・ピース・アンド・ホープ 14. 淋しさをわかりかけた時 (Live ver.) 15. 戻れない道 (Live ver.) 16. 何もない部屋 (Live ver.) 17. 自由に歩いて愛して (Live ver.) 18. 祈る (Live ver.)      | ユニバーサル・ミュージック | CD     | UPCY-9285   |
| 2011年8月27日  | スーパー・ベスト 1. 花・太陽・雨 2. やすらぎを求めて 3. 自由に歩いて愛して 4. 淋しさをわかりかけた時 5. もどらない日々 6. 何もない部屋 7. 遠いふるさとへ 8. おもいでの恋 9. 初めての涙 10. お前と俺 11. 戻れない道 12. 明日の旅 13. 白い昼下がり 14. ラヴ・オブ・ピース・アンド・ホープ | ワーナー・ミュージック     | CD     | WMP-60057   |